# John Nygaard
John Nygaard (* um 1925) ist ein ehemaliger dänischer Badmintonspieler. 

## Karriere
John Nygaard gewann 1949 die Denmark Open im Herrendoppel mit Arve Lossmann. In der Saison 1949/1950 gewann er den nationalen dänischen Titel im Doppel mit Ib Olesen. 1956 belegte er Rang zwei im Herrendoppel mit Poul-Erik Nielsen beim damals bedeutendsten Badmintonturnier der Welt, den All England. Bei seinen Starts 1950 und 1951 im Herreneinzel schied er dagegen schon im Achtelfinale bzw. eine Runde davor aus. 1985 war er Mitverfasser der Jubiläumsschrift seines Klubs Amager BC mit dem Titel Amager Badminton Club 50 år.

## Sportliche Erfolge
| Saison    | Veranstaltung                   | Disziplin    | Platz | Name                                               |
| --------- | ------------------------------- | ------------ | ----- | -------------------------------------------------- |
| 1949      | Denmark Open                    | Herrendoppel | 1     | Arve Lossmann / John Nygaard                       |
| 1949/1950 | Dänemark: Einzelmeisterschaften | Herrendoppel | 1     | Ib Olesen, Københavns BK / John Nygaard, Amager BC |
| 1956      | All England                     | Herrendoppel | 2     | John Nygaard / Poul-Erik Nielsen                   |